# Ada Comstock
Pour les articles homonymes, voir Comstock.
Ada Louise Comstock (11 décembre 1876 - 12 décembre 1973) est une pionnière américaine de l'éducation des femmes. Elle est la première doyenne des femmes à l'université du Minnesota puis la première présidente à temps plein du Radcliffe College.

## Biographie
Ada Louise Comstock naît en 1876 à Moorhead, dans le Minnesota. Elle est la fille aînée des trois enfants de l'avocat Solomon Gilman Comstock et de Sarah Ann Ball. Ses parents valorisent l'éducation des enfants, filles ou garçons. Son père est membre du conseil d'administration de l'université du Minnesota. Comstock reçoit une éducation à domicile, puis elle est diplômée de la Moorhead High School à 15 ans.
Elle s'inscrit en 1892 à l'université du Minnesota, où elle est membre de la fraternité des femmes Delta Gamma. Elle poursuit ses études en 1894 au Smith College où elle obtient son diplôme (BL) en 1897.
Elle obtient ensuite un diplôme d'enseignement à la Moorhead Normal School (aujourd'hui département de l'université d'État du Minnesota à Moorhead), et une maîtrise en anglais à l'université Columbia en 1899. Elle passe une année à Paris, à la Sorbonne.
Ada Comstock est nommée assistante de composition anglaise à l'université du Minnesota, au département de rhétorique, sous la direction de Maria Sanford (en). Elle est promue à la fonction de professeure adjointe en 1904 puis est nommée première doyenne des femmes en 1907, c'est-à-dire responsable de la vie des jeunes étudiantes dont le nombre augmente à l'université, et professeure titulaire en 1909. À ce titre, elle a joué un rôle déterminant dans l'amélioration de la qualité de vie des femmes du collège, affirmant avec persistance qu'un collège était responsable du bien-être physique et intellectuel de ses étudiantes. Elle veille notamment à la rénovation de Shevlin Hall, la résidence universitaire des étudiantes.
En 1912, Ada Comstock rejoint Smith College en tant que première doyenne et enseignante d'anglais. En 1917, alors que la présidence du collège est vacante, elle assure cette fonction durant six mois, sans être pourtant nommée présidente par intérim,.
De 1921 à 1923, elle est présidente de l'Association of Collegiate Alumnae, devenue ensuite l'American Association of University Women. Elle est membre fondatrice et l'une des cinq déléguées américaines votantes à la première conférence de la Fédération internationale des femmes diplômées des universités à Londres en 1920 et à la seconde à Paris en 1922. En 1929, elle est nommée par le président Herbert Hoover membre du National Committee on Law Observation and Enforcement (Wickersham Commission),. Elle est présidente de l'Académie américaine des arts et des sciences, vice-présidente du American Council of Institute of Pacific Relations et a siégé au National Committee for Planned Parenthood.
Le 20 octobre 1923, Comstock est nommée présidente du Radcliffe College tandis que Frances Fenton Bernard lui succède comme doyenne du Smith College au printemps 1924,. Elle dirige le collège durant vingt ans, renforce ses programmes académiques et, en 1943, elle persuade Harvard d’accepter la mixité dans ses cours. Durant sa présidence, Radcliffe lance un programme d'admission à l'échelle nationale, améliore le logement des étudiants, construit de nouvelles salles de cours et étend le programme d'études supérieures. Lors des célébrations du 75e anniversaire du collège en 1954, Comstock est qualifiée d'« architecte en chef de la grandeur de ce collège ».

## Retraite et fin de vie
Après sa retraite de Radcliffe, Ada Comstock siège au conseil d'administration de Smith.
Une semaine après sa retraite de Radcliffe en 1943, elle épouse Wallace Notestein, professeur émérite de Yale,.

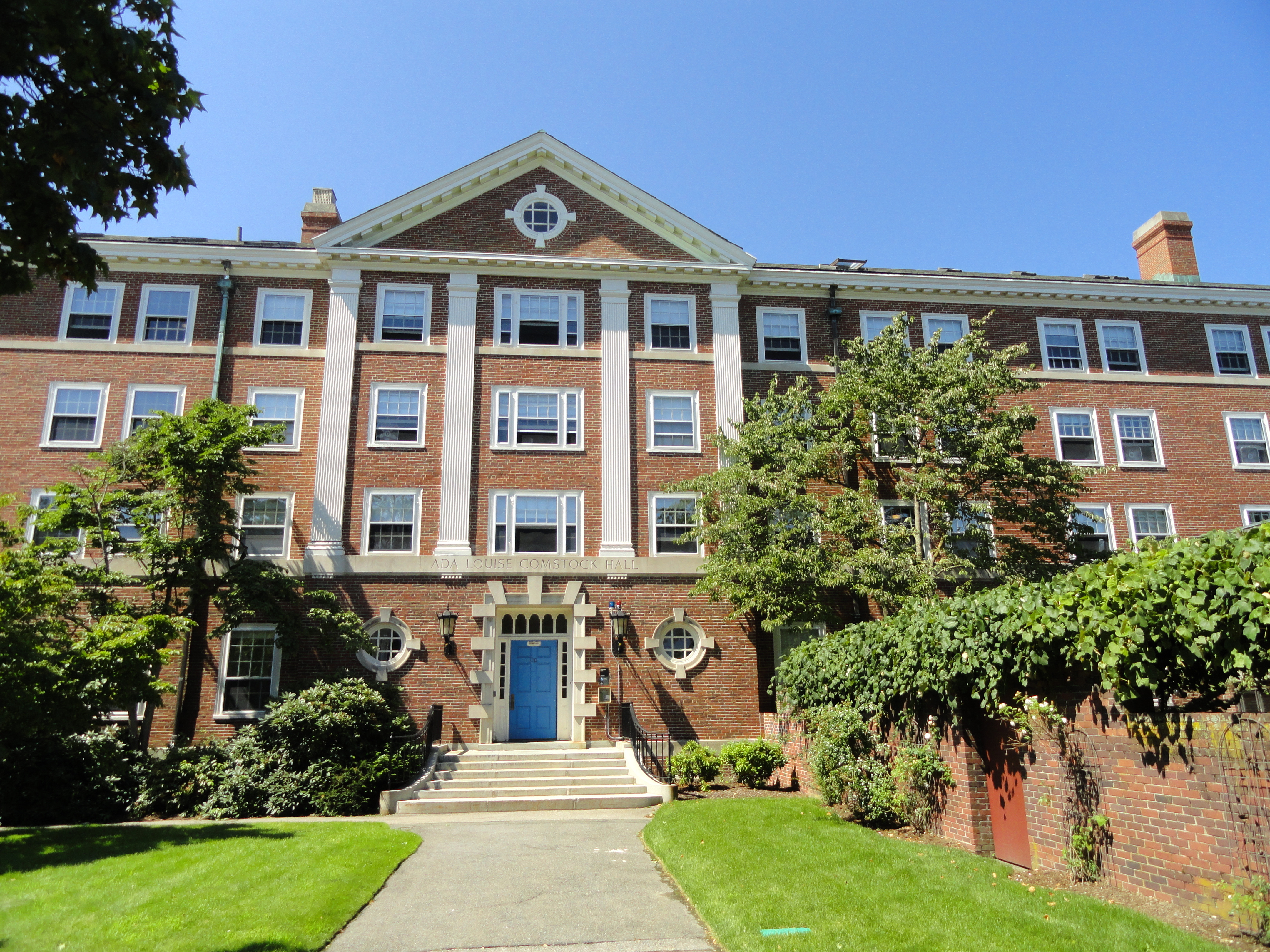
Ada Louise Comstock Hall, Radcliffe Quadrangle, Université Harvard

Ada Comstock Notestein meurt d'une insuffisance cardiaque à son domicile de New Haven, dans le Connecticut, le 12 décembre 1973.

## Honneurs et distinctions
- 1943 : Fellow de l' Académie américaine des arts et des sciences [10]
- 1958 : médaille Jane Addams, Rockford College [11]
- 1966 : Founder's Award, Radcliffe College [12]
- 1967 : médaille Hollins [13]

## Postérité
Ses archives (1897-1950) sont conservées aux archives du Smith College.
Plusieurs bâtiments et résidences universitaires portent son nom, notamment Comstock Hall à l'université du Minnesota, Comstock Hall à Radcliffe, et la résidence Comstock House au Smith College, ainsi qu'un programme du Smith College et une série de conférences.
Sa maison d'enfance est conservée comme site historique par la ville de Moorhead et la Minnesota Historical Society.